# Platytachina atricornis
Platytachina atricornis är en tvåvingeart som beskrevs av Malloch 1938. Platytachina atricornis ingår i släktet Platytachina och familjen parasitflugor. Inga underarter finns listade i Catalogue of Life.